# Drie improvisaties voor de linkerhand
Drie improvisaties voor de linkerhand is een compositie van Frank Bridge. Bridge schreef de werkjes voor de pianist Douglas Fox, die gedurende de Eerste Wereldoorlog in 1917 zijn rechterarm verloor in de loopgraven in Vlaanderen/Frankrijk. Bridge had er zelf zijn twijfels over of Fox ze wel wilde spelen, aldus een brief van 12 april 1919 aan Fox. Het werk bestaat uit drie delen:
1. At dawn (in poco adagio, geschreven in mei)
2. A vigil (in Ben moderatoe tranquillo voltooid 24 juni)
3. A revel (in allegro voltooid 22 juli)

De stemming van de drie stukken muziek is somber. Zoals te verwachten is. A vigil is een muzikaal portret van de kunstenaar Marjorie Fass. Het zijn als uitgeschreven muziek dus geen improvisaties in de huidige zin van het woord voor de musicus, maar meer improvisaties in de betekenis van oefeningen voor de uitvoerende.
Het is onbekend of Fox de Drie improvisaties ooit publiekelijk heeft uitgevoerd.
De geschiedenis van Fox werd later teruggehaald in het toneelstuk War Music van Brian Davidson.

## Discografie
- Uitgave Continuum: Peter Jacobs in 1990
- Uitgave Naxos: Ashley Wass (piano) uit 2005
- Uitgave Somm: Mark Bebbington uit 2011